# کوه کاراداغ
کوه کاراداغ (به لاتین: Mount Karadağ) یک کوه در ترکیه است که در ناحیه آناتولی مرکزی واقع شده‌است. کوه کاراداغ ۲٬۲۸۸ متر بالاتر از سطح دریا واقع شده‌است.